# Бромсгроув (школа)
Школа Бромсгроув, основана в 1553, является общеобразовательной независимой школой в Вустерширском городе Бромсгроув, Англия.

## История
Бромсгроув была основана в 1548 году, однако на нынешней территории она находится всего 300 лет. Ещё в XIX веке школа Бромсгроув была причислена к лучшим школам по подготовке учеников к дальнейшему образованию в Англии. Всемирную известность школе-интернату принесли такие выпускники, как Альфред Хаузмен и Николас Ивенс. Альфред Хаусман закончил Бромсгроув в 1877 году и посвятил себя изучению латыни. Благодаря своим работам Хаусман стал профессором в Оксфорде, а позднее возглавил отделение древних языков в Кембридже. Николас Ивенс, когда-то выпускник школы Бромсгров 1968 года, сегодня всемирно известный писатель бестселлеров.

## Расположение
Школа расположена в Бромсгроуве, в получасе езды от Бирмингема или Стратфорда-на-Эйвоне, родины Уильяма Шекспира.

## Школа
Школа Бромсгроув является ведущим членом «Конференции Директоров Школ», в которую входят 200 школ смешанного обучения и школ для мальчиков. Бромсгроув была в числе первых 14 школ, вошедших в эту организацию ещё в 1869 году. Эта организация является самой сильной академической структурой, в неё входят такие школы, как Итон и Рагби.

## Образование
Школа имеет сильные исторически сложившиеся связи с Оксфордским Университетом. 9 % студентов ежегодно поступают в Оксфорд или Кембридж. В школе учится 1090 человек, из них в средней школе — 670 человек от 13 до 18 лет. Школа имеет прекрасное техническое оснащение. Недавно[когда?] в школе была построена библиотека, оборудованная по последнему слову техники. На её строительство было затрачено 2,5 миллиона фунтов стерлингов. В библиотеке расположены 2 больших компьютерных класса на 20-40 компьютеров каждый и несколько комнат для самостоятельных занятий учащихся. Сама библиотека состоит из трёх этажей, расположенных по окружности здания.
Школа придерживается национального учебного плана Британской системы образования. Каждый день учащиеся занимаются по 6 уроков; учёба продолжается до 17 часов 40 минут, а спортивные мероприятия до 19 часов. Ученики, которые не живут в общежитии, имеют своё здание для приготовления домашнего задания и отдыха в течение дня.
На территории школы находится большой спортивный комплекс, включающий бассейн (20 метров в длину, 7 метров в ширину), большой спортивный зал, секция с тренажерами для старшеклассников, зал для сквоша. В школе большое внимание уделяется регби, футболу, хоккею на траве. Спортивные поля и оборудованные теннисные корты прилегают к территории школы. Для предмета «военная подготовка» создана специальная открытая тренировочная площадка с полосой препятствий. В школе работает 30 клубов по интересам.

## Проживание
В общежитии проживают 327 человек. Девочки и мальчики проживают в отдельных корпусах. 33 % студентов проживают в одноместных комнатах, 33 % студентов проживают в комнатах по 2-4 человека, а остальные по 5-12 человек. Для учащихся начальной школы предусмотрено обильное трёхразовое питание с большим выбором блюд, в том числе и вегетарианских. В средней школе предусмотрено трёхразовое питание с возможностью дополнительного приготовления пищи в кухнях при общежитиях. Студентам разрешаются прогулки по городу. Их продолжительность зависит от возраста. 

## Программа обучения
Школа Бромсгроув предлагает новую программу для подготовки к бакалавриату (IB) или продвинутому уровню (A-Level).
Эта новая программа позволит студентам 15—16 лет поступить в 11-й год обучения на одногодичный интенсивный курс перед тем как начать обучение в шестом классе.
Студенты будут полностью интегрированы в школьную жизнь, проживать в общежитии для старших студентов и принимать участие во всех музыкальных, драматических кружках, во всех спортивных и других мероприятиях.
Программа составляется с учётом индивидуальных нужд в зависимости от знания английского. Школа Бромсгроув оставляет за собой право не допустить студента к экзаменам. Ускоренная программа обучения открыта для студентов из Европы и некоторых других стран. Она будет служить введением в программу обучения в шестом классе.
Школа Бромсгроув имеет международное отделение, где работает 7 специалистов — преподавателей английского языка как иностранного.
Для поступления на программу нужно сдать тест по английскому и математике.